# Миколаївка (пункт пропуску)
52°17′6.4″ пн. ш. 32°38′23″ сх. д. / 52.285111° пн. ш. 32.63972° сх. д.
Микола́ївка — пункт пропуску через державний кордон України на кордоні з Росією.
Розташований у Чернігівській області, Семенівський район, поблизу однойменного села на автошляху Р65, із яким збігається автошлях Т 2512. Із російського боку знаходиться пункт пропуску «Ломаківка», Брянська область на трасі у напрямку Стародуба.
Вид пункту пропуску — автомобільний. Статус пункту пропуску — міждержавний.
Характер перевезень — пасажирський, вантажний.
Окрім радіологічного, митного та прикордонного контролю, пункт пропуску «Миколаївка» може здійснювати фітосанітарний контроль.
Пункт пропуску «Миколаївка» входить до складу митного посту «Грем'яч» Чернігівської митниці. Код пункту пропуску — 10210 11 00 (21).